# 南部軍 愛と幻想のパルチザン
『南部軍 愛と幻想のパルチザン』（なんぶぐん あいとげんそうのぱるちざん、原題：남부군）は1990年の韓国映画。朝鮮戦争前後に韓国南部の山岳地帯で活動したパルチザン部隊・南部軍を、南部軍に従軍した新聞記者イ・テによる同名手記をもとにして描いている。
1990年の第11回青龍映画賞で監督賞（チョン・ジヨン）、主演男優賞（アン・ソンギ）、助演男優賞（チェ・ミンス）、新人女優賞（チェ・ジンシル）を受賞した。

## キャスト
- イ・テ：アン・ソンギ
- パク・ミンジャ：チェ・ジンシル
- キム・ヨン：チェ・ミンス
- ：イ・ヘヨン
- ：カン・テギ

## スタッフ
- 監督・製作：チョン・ジヨン
- 脚本：チャン・ソヌ
- 撮影：ユ・ヨンギル
- 音楽：シン・ビョンハ